# Chodský Újezd
Chodský Újezd település Csehországban, Tachovi járásban. Chodský Újezd Planá, Chodová Planá, Halže, Tachov, Brod nad Tichou, Lom u Tachova, Zadní Chodov, Ctiboř, Mähring és Broumov településekkel határos. Lakosainak száma 824 fő (2024. január 1.).

## Népesség
A település lakosságának változását az alábbi diagram mutatja:
| Lakosok száma | 2635 | 2906 | 2846 | 1169 | 839  | 763  | 772  | 776  | 803  | 824  |
|               | 1869 | 1890 | 1921 | 1950 | 1980 | 2001 | 2017 | 2019 | 2022 | 2024 |